# Tollare gård

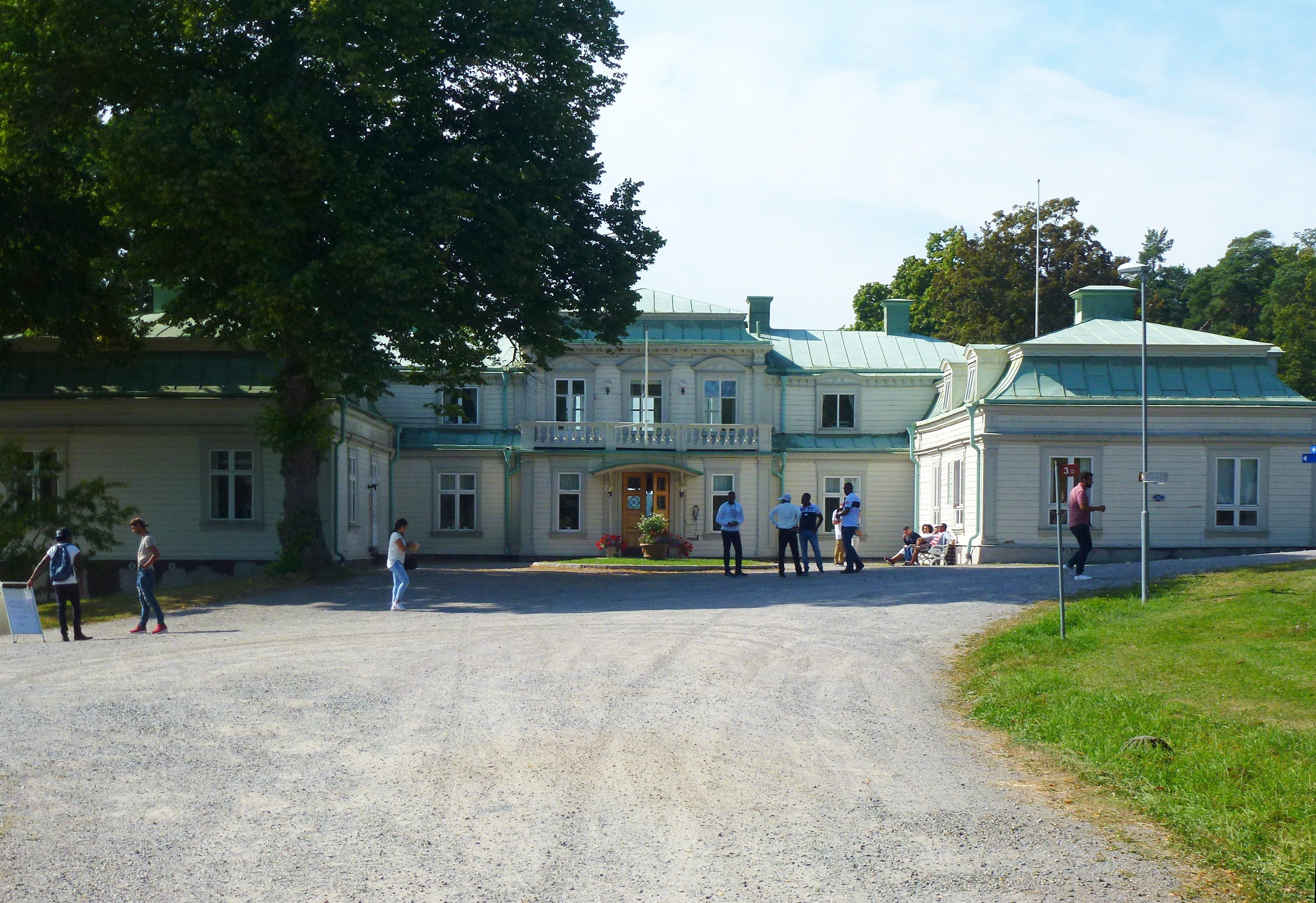
Tollare gårds entréfasad i augusti 2015.

Tollare gård är en tidigare herrgård i nuvarande kommundelen Boo i Nacka kommun. Gården låg mellan 1556 och 1829 under godset Boo och fick sitt nuvarande utseende på 1870- till 1880-talen. Sedan 1945 har Tollare folkhögskola sina lokaler här.

## Historik

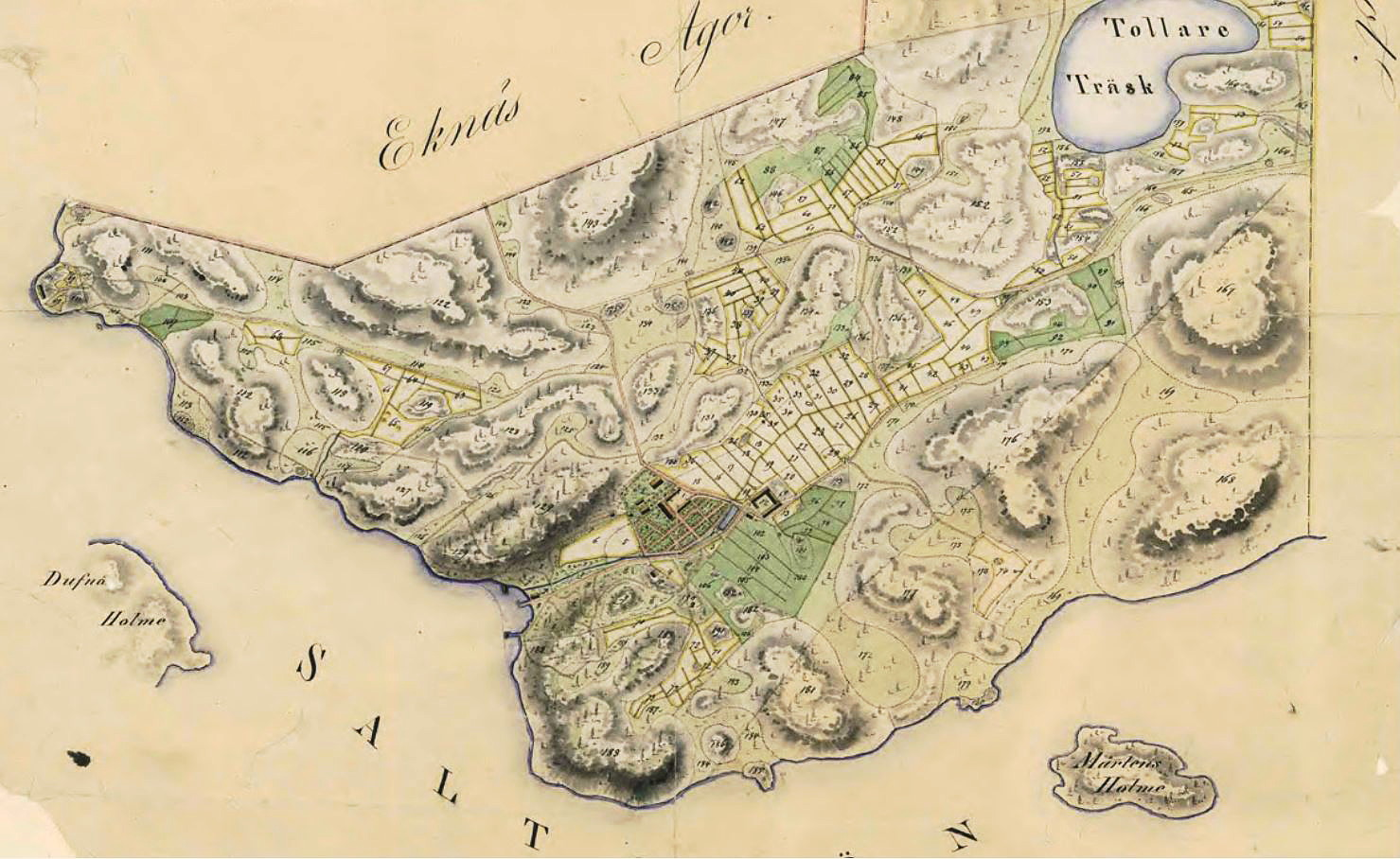
Del av skifteskarta från 1856.

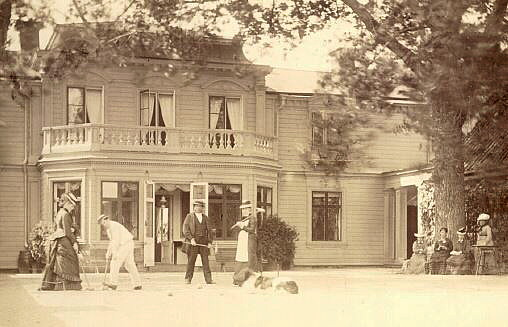
Tollare gård på 1890-talet.

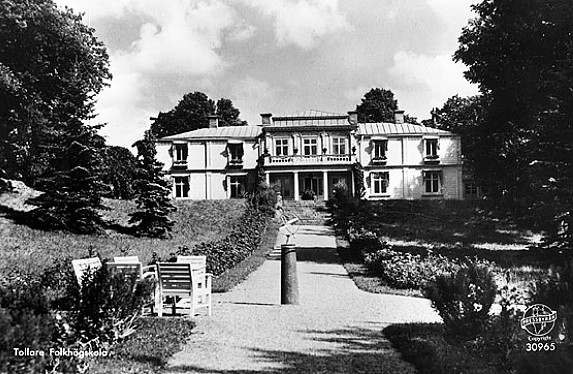
Huvudbyggnaden på 1950-talet.

Tollare var ursprungligen ett torp, som 1403 förvärvades av borgmästaren i Stockholm Jöns Pedersson (även Jöns Pedersen Daen). Egendomen omfattade då 550 tunnland mark vid Lännerstasundet. Hans änka Margit Laurensdotter skänkte torpet 1465 till Gråbrödraklostret i Stockholm som sedermera drogs in till kronan av Gustav Vasa. År 1556 donerade Gustav Vasa Tollare till amiralen Jacob Bagge för sina förtjänster för staten. Bagge ägde då även Boo gård och Lännersta gård. 1560 fick han Björknäs av Erik XIV och 1572 Kil. Under rysshärjningarna 1719 klarade sig Tollares 1600-talets huvudbyggnad från att brännas ner.
Tollare förvandlades tidigt till arrendegård under Boo och disponerades av högreståndspersoner. På 1780-talet hette arrendatorn Kiellman, som var överdirektör i Stockholm. När Boo-godset gick i konkurs 1829 inropades Tollare av expeditionssekreteraren G.A. Malm vilken år 1834 sålde egendomen vidare till industrimannen Anton Wilhelm Frestadius. Frestadius gjorde sig en förmögenhet med järnhandel vid Stockholms järnvåg. Under honom byggdes manbyggnaden på med en våning och flyglarna reparerades. Av brandförsäkringen från 1836 framgår att det fanns bland annat bagarstuga, ladugård för 16 djur, stall för fyra hästar, svinhus och loge.
År 1854 såldes Tollare av Frestadius men återköptes till familjen Frestadius 1872 av syskonen Anders Wilhelm och Ida Amalia Frestadius. Ida, som själv var handikappad, inrättade på gården ett barnhem för "lytta och halta". Efter Idas död 1880 blev Anders Wilhelm Frestadius ensam ägare, han fortsatte moderniseringen, lät bygga ihop huvudbyggnaden med flyglarna och uppföra nya uthus. Då fick huvudbyggnaden sin nuvarande prägel och i parken tillkom lusthus och kägelbana samt Sveriges första tennisbana som numera är nedlagd. År 1895 såldes Tollare till hattfabrikören Fredrik Carlson, då fanns fortfarande barnhemmet kvar.

## Pappersbruk och folkhögskola
År 1918 förvärvades Tollares egendom av fabrikör Johan Alfred Hedenström, som 1922 lät anlägga Tollare pappersbruk vid Lännerstasundet. Efter Hedenströms död 1931 gick Tollare till grosshandlaren Conrad Åhlberg. Han började med styckning av marken för villabebyggelse och sålde 1933 huvudbyggnaden inklusive 17 tunnland mark till Stockholms Godtemplarorden (IOGT) som inrättade pensionat och semesterhem. År 1945 beslöts att Tollare skulle bli IOGT:s folkhögskola och till vinterkursen 1952 började undervisningen. Anläggningen utvidgades med nya byggnader mellan 1982 och 1983, ritade av  arkitekt Curt Strehlenert. Pappersbruket var ett stort miljöproblem och lades ner 1964.

## Bilder

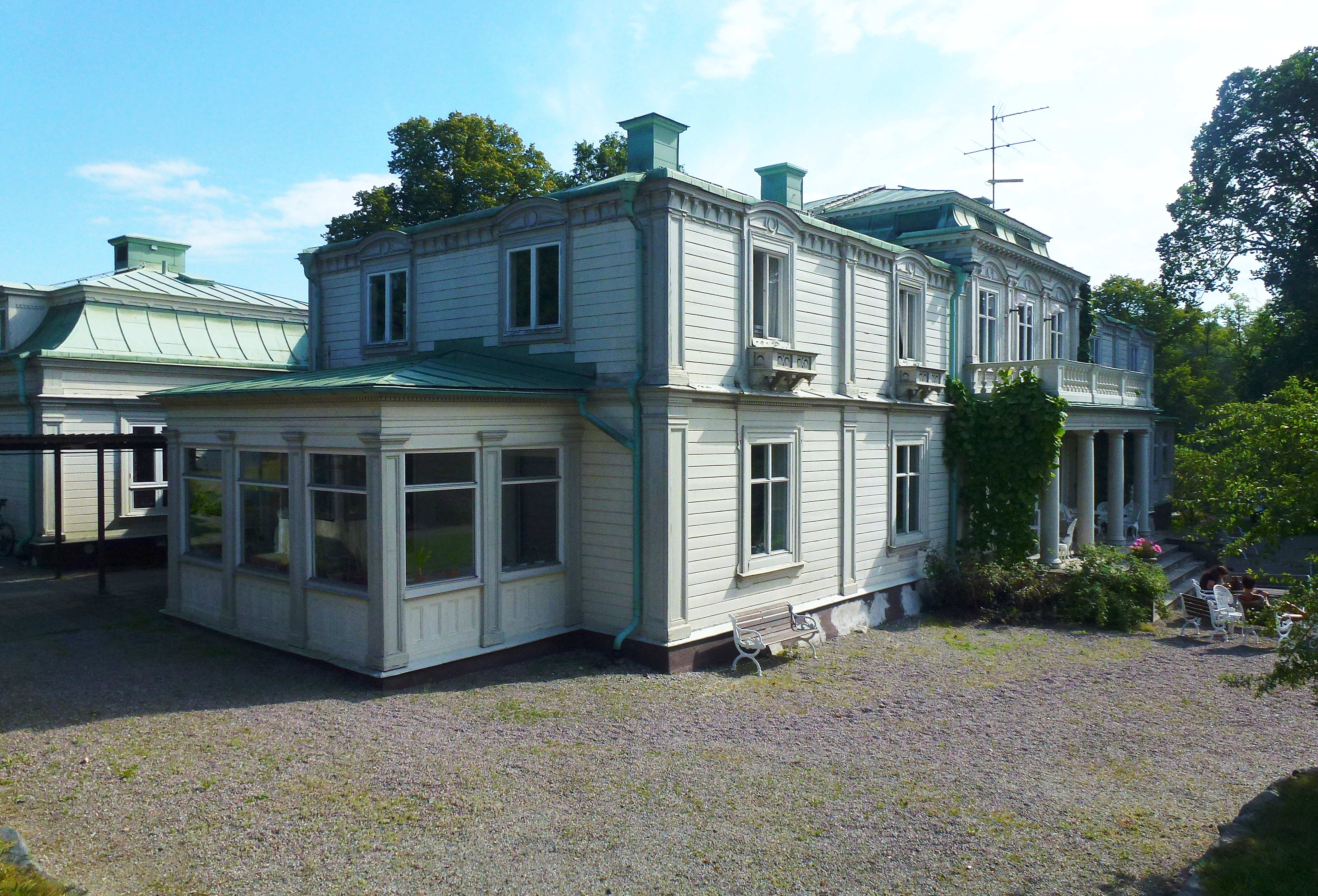
Huvudbyggnaden, fasad mot sydväst
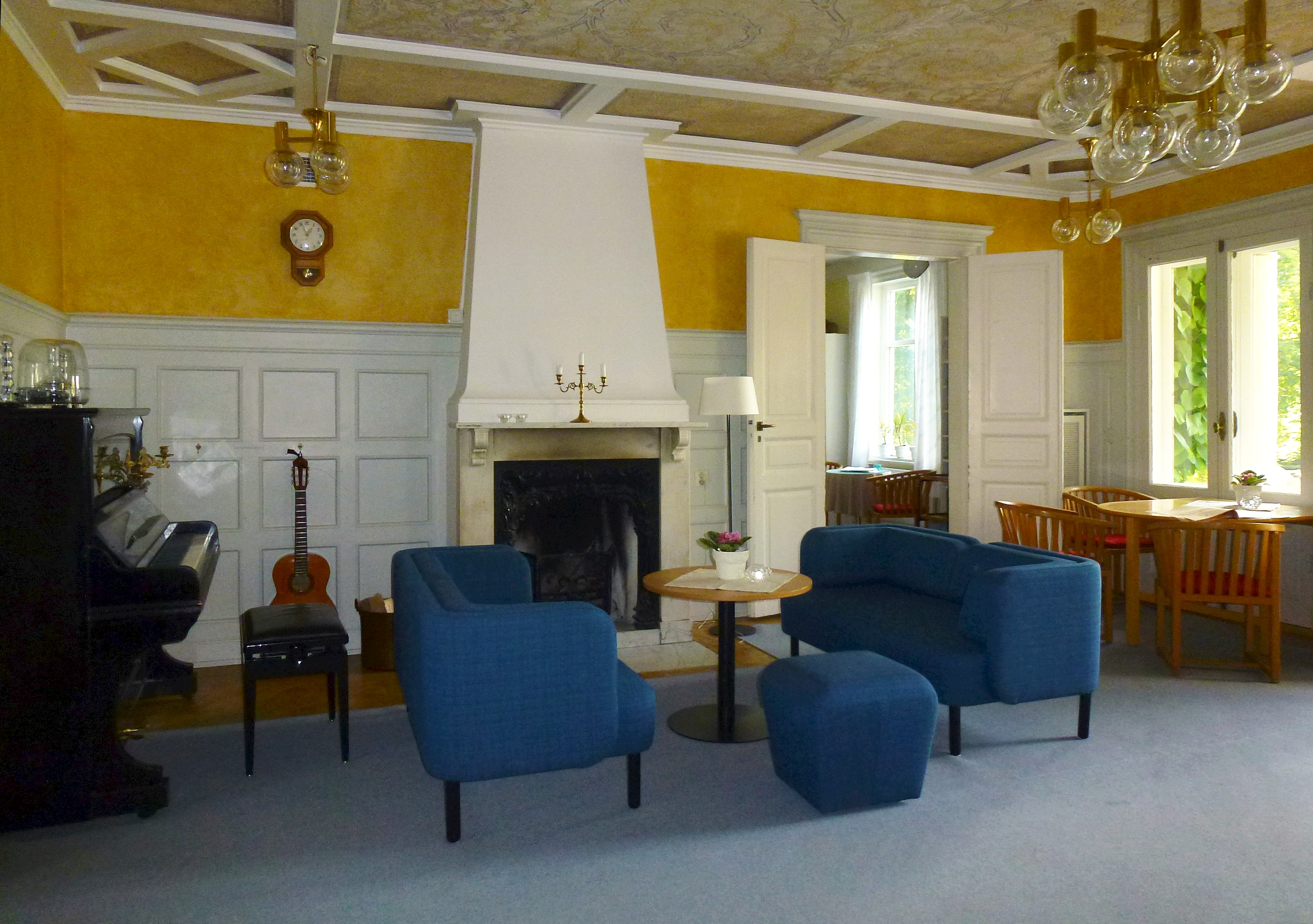
Huvudbyggnaden, interiör
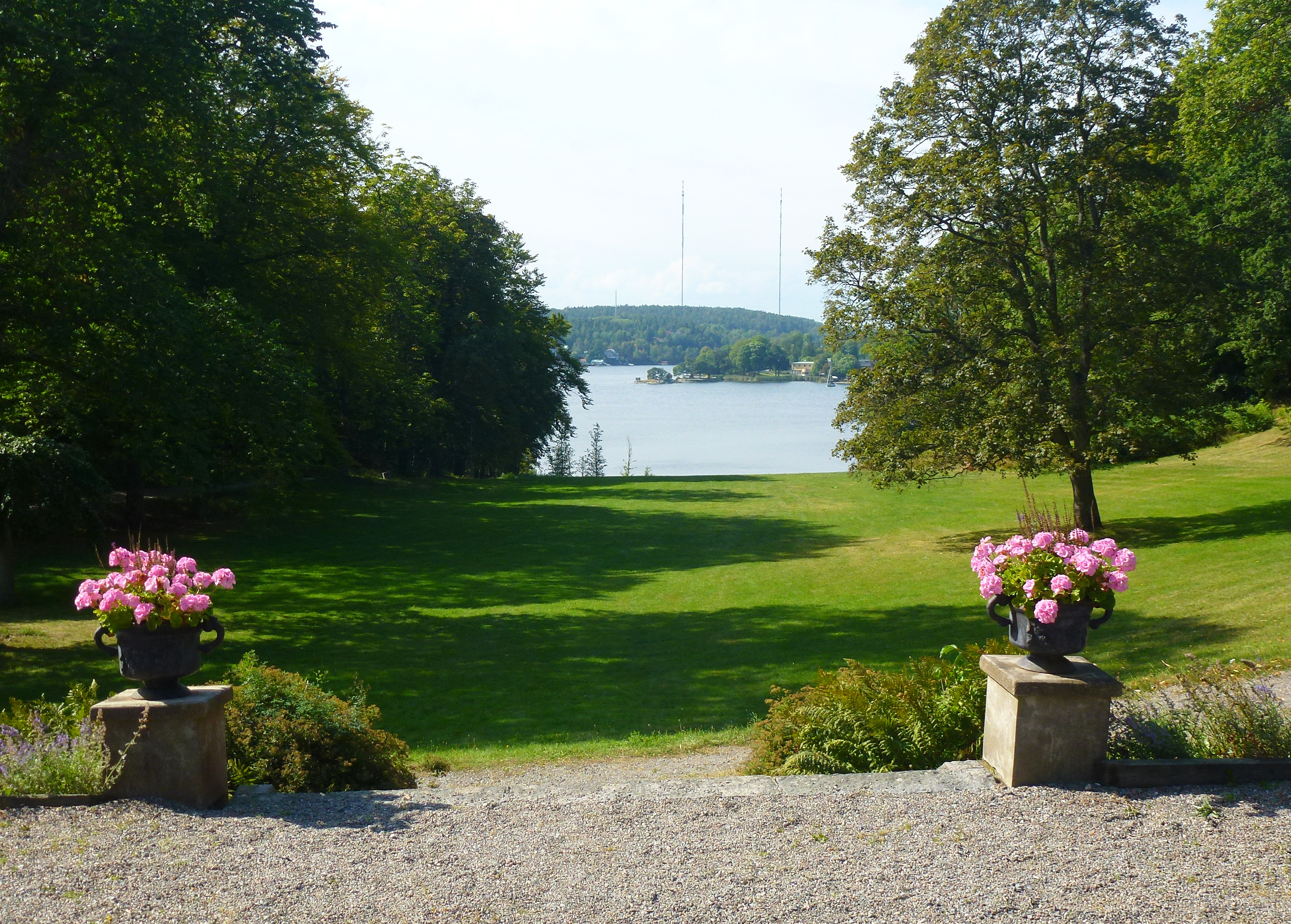
Parken mot Lännerstasundet
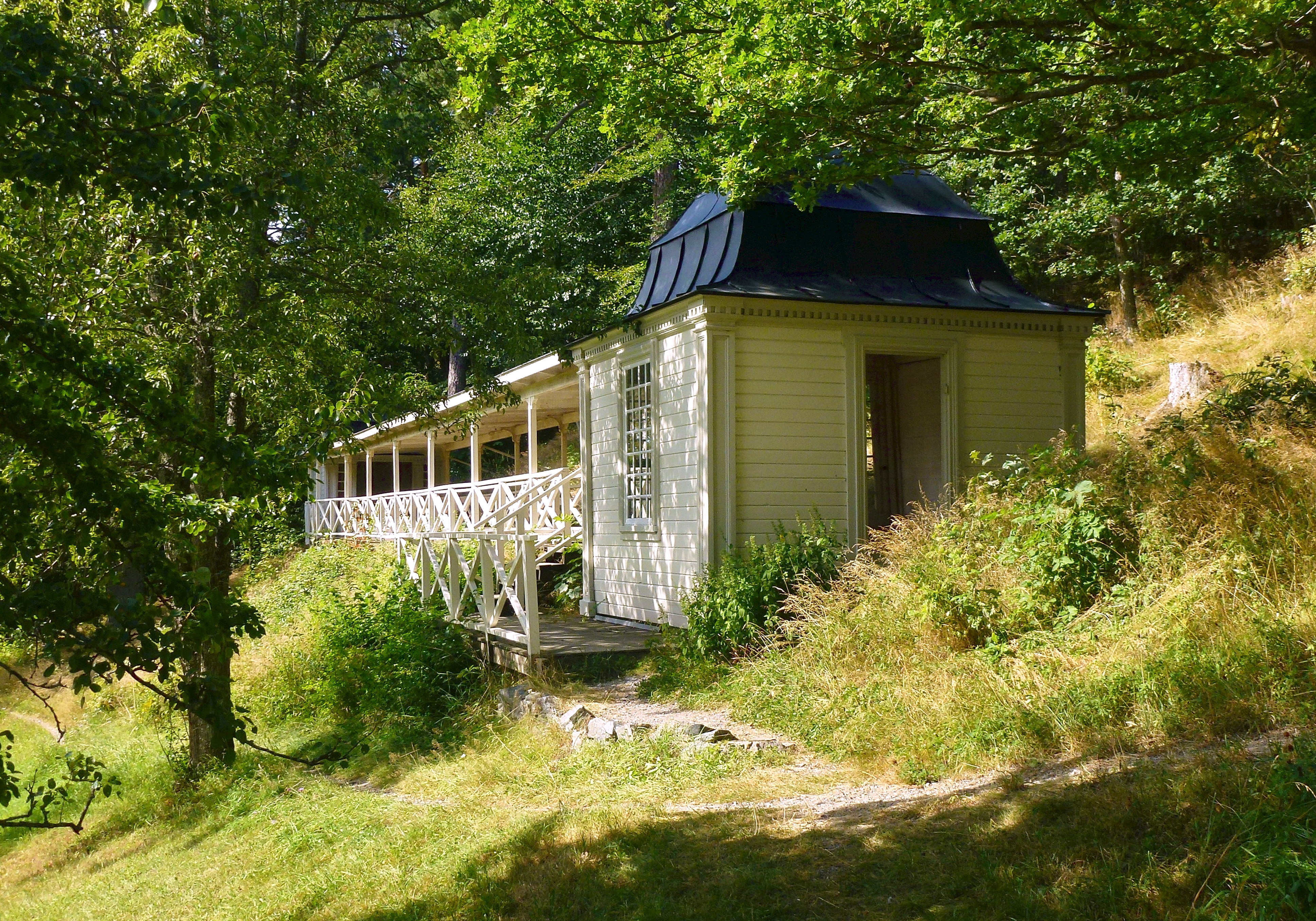
Kägelbanan